# Copa Libertadores 1971
W dwunastej edycji Copa Libertadores udział wzięło 21 klubów reprezentujących wszystkie kraje zrzeszone w CONMEBOL.
Każde z 10 państw wystawiło po 2 kluby, a ponadto do półfinału bez gry awansował obrońca tytułu. Zwycięzcą został urugwajski klub Club Nacional de Football, który w finale potrzebował 3 meczów, by wykazać wyższość nad obrońcą tytułu i zwycięzcą trzech ostatnich edycji Copa Libertadores, argentyńskim klubem Estudiantes La Plata.
W pierwszym etapie 20 klubów podzielono na 5 grup po 4 drużyny. Z każdej grupy do następnej rundy awansował tylko zwycięzca. Jako szósty klub do półfinału awansował obrońca tytułu.
W następnej, półfinałowej rundzie, 6 klubów podzielono na 2 grupy liczące po 3 drużyny. Do finału awansowali zwycięzcy obu grup.
Rewelacyjnie spisał się ekwadorski klub Barcelona SC, który mając w składzie słynnego Alberto Spencera znalazł się wśród 4 najlepszych klubów turnieju.
Ponieważ w dwóch pierwszych meczach obaj finaliści wygrali u siebie po 1:0, dla wyłonienia zwycięzcy konieczne było trzecie spotkanie. W trzecim meczu Nacional wygrał zdecydowanie 2:0 i po raz pierwszy w swej historii zdobył najważniejszy klubowy puchar Ameryki Południowej.

## 1/4 finału

### Grupa 1Argentyna,Peru
| 13.02 Club Sporting Cristal – Universitario Lima 0:0 |
| 19.02 Boca Juniors – Rosario Central 2:1 - Rubén Suñé, José Rubén Palacios – José Agustín Mesiano |
| 23.02 Club Sporting Cristal – Rosario Central 1:2 - Ramón Mifflin – Ángel Antonio Landucci, Roberto Artemio Gramajo |
| 26.02 Universitario Lima – Rosario Central 3:2 - Percy Rojas, Carlos Urrunaga, Oswaldo Ramírez – Aldo Villagra, Ramón César Bóveda |
| 01.03 Club Sporting Cristal – Boca Juniors 2:0 - Juan Orbegoso, Roberto Rogel s |
| 04.03 Universitario Lima – Boca Juniors 0:0 |
| 16.03 Rosario Central – Universitario Lima 2:2 - Aldo Pedro Poy, Jorge Carrascosa – Percy Rojas, Héctor Chumpitaz |
| 17.03 Boca Juniors – Club Sporting Cristal 2:2 - Jorge Antonio Coch, Ángel Clemente Rojas – Juan Orbegoso, González - na 4 minuty przed końcem meczu doszło do ogólnej bijatyki. Boca Juniors został wykluczony z dalszych rozgrywek, a pozostali do końca oponenci dostali po 2 punkty przy wyniku 0:0 |
| 25.03 Rosario Central – Club Sporting Cristal 4:0 - Ángel Antonio Landucci, José Agustín Mesiano, Hugo Zavagno, Miguel Ángel Bustos |
| 25.03 Boca Juniors – Universitario Lima 0:0 vo - walkower dla Universitario |
| 31.03 Universitario Lima – Club Sporting Cristal 3:0 - Percy Rojas, Héctor Bailetti, Víctor Calatayud |
| 31.03 Rosario Central – Boca Juniors 0:0 vo - walkower dla Rosario Central |

| Klub                  | Mecze | Zw | Rem | Por | Pkt | BrZd | BrStr |
| --------------------- | ----- | -- | --- | --- | --- | ---- | ----- |
| Universitario Lima    | 6     | 3  | 3   | 0   | 9   | 8    | 4     |
| Rosario Central       | 6     | 3  | 1   | 2   | 7   | 11   | 8     |
| Boca Juniors          | 6     | 1  | 2   | 3   | 4   | 4    | 5     |
| Club Sporting Cristal | 6     | 1  | 2   | 3   | 4   | 5    | 11    |

### Grupa 2Boliwia,Urugwaj
| 14.02 Chaco Petrolero La Paz – The Strongest 1:2 - Ovidio Mezza – Juan Américo Díaz, Rolando Vargas                  |
| 02.03 Club Nacional de Football – CA Peñarol 2:1 - Luis Artime, Juan Martín Mújica – Raúl Osvaldo Castronovo         |
| 06.03 Chaco Petrolero La Paz – Club Nacional de Football 0:1 - Juan Carlos Mamelli                                   |
| 07.03 The Strongest – CA Peñarol 1:2 - Rolando Vargas – Raúl Osvaldo Castronovo (2)                                  |
| 13.03 Chaco Petrolero La Paz – CA Peñarol 1:1 - M.Flores – Raúl Osvaldo Castronovo                                   |
| 14.03 The Strongest – Club Nacional de Football 1:1 - Luis Fernando Bastida – Ruben Bareño                           |
| 19.03 CA Peñarol – Chaco Petrolero La Paz 1:0 - Raúl Osvaldo Castronovo                                              |
| 20.03 Club Nacional de Football – The Strongest 5:0 - Luis Cubilla, Luis Artime (3), Juan Martín Mújica              |
| 22.03 CA Peñarol – The Strongest 9:0 - Raúl Osvaldo Castronovo (5), Ruben Romeo Corbo (2), Ermindo Onega, Nilo Acuña |
| 23.03 Club Nacional de Football – Chaco Petrolero La Paz 3:0 - Luis Artime, Ruben Bareño, Juan Masnik                |
| 28.03 The Strongest – Chaco Petrolero La Paz 1:3 - Nilton Pinto – Ovidio Mezza, Matozza, Adolfo Flores               |
| 30.03 CA Peñarol – Club Nacional de Football 0:2 - Juan Carlos Blanco, Ildo Maneiro                                  |

| Klub                      | Mecze | Zw | Rem | Por | Pkt | BrZd | BrStr |
| ------------------------- | ----- | -- | --- | --- | --- | ---- | ----- |
| Club Nacional de Football | 6     | 5  | 1   | 0   | 11  | 14   | 2     |
| CA Peñarol                | 6     | 3  | 1   | 2   | 7   | 14   | 6     |
| Chaco Petrolero La Paz    | 6     | 1  | 1   | 4   | 3   | 5    | 9     |
| The Strongest             | 6     | 1  | 1   | 4   | 3   | 5    | 21    |

### Grupa 3Brazylia,Wenezuela
| 29.01 SE Palmeiras – Fluminense FC 0:2 - Flávio (2)                                             |
| 31.01 Galicia Caracas – Italia Caracas 3:3 - Ramón Iriarte, Pinto, Oviedo - Beto, Ministelo (2) |
| 07.02 Galicia Caracas – SE Palmeiras 2:3 - Oviedo, Pinto – César (2), Ademir da Guia            |
| 10.02 Italia Caracas – SE Palmeiras 0:3 - Edú, César (2)                                        |
| 14.02 Galicia Caracas – Fluminense FC 1:3 - Pinto – Cafuringa, Lula, Socorro s                  |
| 17.02 Italia Caracas – Fluminense FC 0:6 - Samarone, Mickey (2), Lula (2), Cafuringa            |
| 25.02 SE Palmeiras – Italia Caracas 1:0 - Pio                                                   |
| 28.02 Fluminense FC – Galicia Caracas 4:1 - Flávio (2), Samarone (2) – Oliveira s               |
| 03.03 SE Palmeiras – Galicia Caracas 3:0 - César, Fedato, Héctor Silva                          |
| 03.03 Fluminense FC – Italia Caracas 0:1 - Tenorio                                              |
| 10.03 Fluminense FC – SE Palmeiras 1:3 - Samarone – César, Héctor Silva, Pío                    |
| 14.03 Italia Caracas – Galicia Caracas 3:2 - Alcyr, Negri, Delmán Useche – Pinto, Oviedo        |

| Klub            | Mecze | Zw | Rem | Por | Pkt | BrZd | BrStr |
| --------------- | ----- | -- | --- | --- | --- | ---- | ----- |
| SE Palmeiras    | 6     | 5  | 0   | 1   | 10  | 13   | 5     |
| Fluminense FC   | 6     | 4  | 0   | 2   | 8   | 16   | 6     |
| Italia Caracas  | 6     | 2  | 1   | 3   | 5   | 7    | 15    |
| Galicia Caracas | 6     | 0  | 1   | 5   | 1   | 9    | 19    |

### Grupa 4Chile,Paragwaj
| 07.02 Cerro Porteño – Club Guaraní 1:1 - Saturnino Arrúa – Genaro García                                                            |
| 15.02 Cerro Porteño – Unión Española 2:1 - Adalberto Escobar, Severiano Irala – José Novo                                           |
| 18.02 Club Guaraní – Unión Española 1:1 - Genaro García – José Novo                                                                 |
| 21.02 Cerro Porteño – CSD Colo-Colo 0:0                                                                                             |
| 24.02 Club Guaraní – CSD Colo-Colo 2:0 - Arsenio Valdez, Genaro García                                                              |
| 05.03 Club Guaraní – Cerro Porteño 2:2 - Ricardo Tabarelli, Joaquín Yugovich – Adalberto Escobar, Carlos de los Santos Jara Saguier |
| 06.03 CSD Colo-Colo – Unión Española 1:2 - Pedro García – Rogelio Farías, José Novo                                                 |
| 13.03 Unión Española – Club Guaraní 2:1 - Arévalo, Guillermo Yávar – Lorenzo Espinoza                                               |
| 17.03 CSD Colo-Colo – Club Guaraní 3:2 - Gerardo Castañeda, Pedro García (2) – Lorenzo Espinoza, Joaquín Yugovich                   |
| 20.03 Unión Española – Cerro Porteño 0:0                                                                                            |
| 24.03 CSD Colo-Colo – Cerro Porteño 1:0 - Elson Beiruth                                                                             |
| 31.03 Unión Española – CSD Colo-Colo 1:1 - Leonardo Véliz – Sergio Messen                                                           |

| Klub           | Mecze | Zw | Rem | Por | Pkt | BrZd | BrStr |
| -------------- | ----- | -- | --- | --- | --- | ---- | ----- |
| Unión Española | 6     | 2  | 3   | 1   | 7   | 7    | 6     |
| Cerro Porteño  | 6     | 1  | 4   | 1   | 6   | 5    | 5     |
| CSD Colo-Colo  | 6     | 2  | 2   | 2   | 6   | 6    | 7     |
| Club Guaraní   | 6     | 1  | 3   | 2   | 5   | 9    | 9     |

### Grupa 5Kolumbia,Ekwador
| 28.02 Atlético Junior – Deportivo Cali 2:1 - Raúl Peñaranda (2) – Jorge Ramírez Gallego                     |
| 28.02 Barcelona SC – Emelec Guayaquil 0:1 - Alberto Cabaleiro                                               |
| 03.03 Barcelona SC – Deportivo Cali 1:0 - Alberto Spencer                                                   |
| 07.03 Emelec Guayaquil – Deportivo Cali 3:1 - Alberto Cabaleiro (2), Ángel Liciardi – Jorge Ramírez Gallego |
| 07.03 Barcelona SC – Atlético Junior 3:1 - Juan Madruñero, Pedro Álvarez, Alberto Spencer – Dulio Miranda   |
| 10.03 Emelec Guayaquil – Atlético Junior 1:1 - Félix Lasso – Raúl Peñaranda                                 |
| 18.03 Atlético Junior – Barcelona SC 0:2 - Alberto Spencer (2)                                              |
| 18.03 Deportivo Cali – Emelec Guayaquil 1:0 - Raúl Emilio Bernao                                            |
| 21.03 Atlético Junior – Emelec Guayaquil 0:0                                                                |
| 21.03 Deportivo Cali – Barcelona SC 3:1 - Moreno, Jorge Ramírez Gallego, G. González – Juan Madruñero       |
| 28.03 Deportivo Cali – Atlético Junior 2:0 - González, Da Graca                                             |
| 28.03 Emelec Guayaquil – Barcelona SC 1:1 - Alberto Cabaleiro – Ángel Liciardi s                            |

- mecz o pierwsze miejsce z powodu tej samej liczby punktów (w Guayaquil)

| 31.03 Barcelona SC – Emelec Guayaquil 3:0 - Pedro Álvarez, Cura Bazurko, Washington Chanfle Muñoz |

| Klub             | Mecze | Zw | Rem | Por | Pkt | BrZd | BrStr |
| ---------------- | ----- | -- | --- | --- | --- | ---- | ----- |
| Barcelona SC     | 6     | 3  | 1   | 2   | 7   | 8    | 6     |
| Emelec Guayaquil | 6     | 2  | 3   | 1   | 7   | 6    | 4     |
| Deportivo Cali   | 6     | 3  | 0   | 3   | 6   | 8    | 7     |
| Atlético Junior  | 6     | 1  | 2   | 3   | 4   | 4    | 9     |

### Obrońca tytułu
| Estudiantes La Plata jako obrońca tytułu awansował do 1/2 finału bez gry |

## 1/2 finału

### Grupa 1
| 14.04 Universitario Lima – SE Palmeiras 1:2 - Héctor Bailetti – Pío, Héctor Silva                             |
| 22.04 Universitario Lima – Club Nacional de Football 0:0                                                      |
| 02.05 SE Palmeiras – Club Nacional de Football 0:3 - Luis Artime (2), Ruben Bareño                            |
| 06.05 SE Palmeiras – Universitario Lima 3:0 - César, Pedro González s, Dudú                                   |
| 11.05 Club Nacional de Football – Universitario Lima 3:0 - Luis Artime, Julio César Morales (2)               |
| 18.05 Club Nacional de Football – SE Palmeiras 3:1 - Luis Artime, Julio César Morales, Ignacio Prieto – César |

| Klub                      | Mecze | Zw | Rem | Por | Pkt | BrZd | BrStr |
| ------------------------- | ----- | -- | --- | --- | --- | ---- | ----- |
| Club Nacional de Football | 4     | 3  | 1   | 0   | 7   | 9    | 1     |
| SE Palmeiras              | 4     | 2  | 0   | 2   | 4   | 6    | 7     |
| Universitario Lima        | 4     | 0  | 1   | 3   | 1   | 1    | 8     |

### Grupa 2
| 18.04 Barcelona SC – Estudiantes La Plata 0:1 - Juan Miguel Echecopar                                 |
| 25.04 Barcelona SC – Unión Española 1:0 - Alberto Spencer                                             |
| 29.04 Estudiantes La Plata – Barcelona SC 0:1 - Cura Bazurko                                          |
| 05.05 Unión Española – Barcelona SC 3:1 - Rogelio Farías, Osvaldo González (2) – Paéz                 |
| 12.05 Unión Española – Estudiantes La Plata 0:1 - Hugo Berly s                                        |
| 19.05 Estudiantes La Plata – Unión Española 2:1 - Christian Rudzki, Juan Ramón Verón – Rogelio Farías |

| Klub                 | Mecze | Zw | Rem | Por | Pkt | BrZd | BrStr |
| -------------------- | ----- | -- | --- | --- | --- | ---- | ----- |
| Estudiantes La Plata | 4     | 3  | 0   | 1   | 6   | 4    | 2     |
| Barcelona SC         | 4     | 2  | 0   | 2   | 4   | 3    | 4     |
| Unión Española       | 4     | 1  | 0   | 3   | 2   | 4    | 5     |

## FINAŁ
| Estudiantes La Plata – Club Nacional de Football 1:0 i 0:1, dod. 0:2 |
| 26 maja 1971 La Plata Estadio La Plata (30 000) Estudiantes La Plata – Club Nacional de Football 1:0 (0:0) Sędzia: Mario Canessa (Chile) Brmki: 1:0 Daniel Romeo 60 Club Estudiantes de La Plata: Carlos Alejandro Leone – Ramón Alberto Aguirre Suárez, Néstor Togneri, Oscar Miguel Malbernat, Carlos Pachamé, José Hugo Medina, Daniel Romeo, Juan Miguel Echecopar, Christian Rudzki (Rubén Bedogni), Pedro Andrés Verde, Juan Ramón Verón. Club Nacional de Football: Manga – Juan Carlos Blanco, Atílio Ancheta, Juan Masnik, Juan Martín Mújica, Julio Montero Castillo, Víctor Espárrago (Juan Carlos Mamelli), Ildo Maneiro, Ignacio Prieto (Ruben Bareño), Luis Artime, Julio César Morales.             |
| 2 czerwca 1971 Montevideo Estadio Centenario (70 000) Club Nacional de Football – Estudiantes La Plata 1:0 (1:0) Sędzia: José Favilli Neto (Brazylia) Bramki: 1:0 Juan Masnik 28 Club Nacional de Football: Manga – Luis Peta Ubiña, Atílio Ancheta, Juan Masnik, Juan Carlos Blanco, Julio Montero Castillo, Víctor Espárrago, Ildo Maneiro, Luis Cubilla (Ignacio Prieto), Luis Artime, Julio César Morales. Club Estudiantes de La Plata: Carlos Alejandro Leone – Oscar Miguel Malbernat, Ramón Alberto Aguirre Suárez, Néstor Togneri, José Hugo Medina, Carlos Pachamé Juan Miguel Echecopar, Daniel Romeo, Pedro Andrés Verde, Christian Rudzki (Rubén Bedogni), Juan Ramón Verón.                          |
| 9 czerwca 1971 Lima Estadio Nacional (41 000) Club Nacional de Football – Estudiantes La Plata 2:0 (1:0) Sędzia: Rafael Hormazábal (Chile) Bramki: 1:0 Víctor Espárrago 22, 2:0 Luis Artime 65 Club Nacional de Football: Manga – Luis Peta Ubiña, Atílio Ancheta, Juan Masnik, Juan Carlos Blanco, Julio Montero Castillo, Víctor Espárrago, Ildo Maneiro (Juan Martín Mújica), Luis Cubilla, Luis Artime, Julio César Morales (Juan Carlos Mamelli). Club Estudiantes de La Plata: Pezzano – Oscar Miguel Malbernat, Ramón Alberto Aguirre Suárez, Néstor Togneri, José Hugo Medina, Carlos Pachamé Daniel Romeo, Juan Miguel Echecopar, Christian Rudzki, Pedro Andrés Verde, Juan Ramón Verón (Rubén Bedogni). |

## Klasyfikacja
Poniższa tabela ma charakter statystyczny. O kolejności decyduje na pierwszym miejscu osiągnięty etap rozgrywek, a dopiero potem dorobek bramkowo-punktowy. W przypadku klubów, które odpadły w rozgrywkach grupowych o kolejności decyduje najpierw miejsce w tabeli grupy, a dopiero potem liczba zdobytych punktów i bilans bramkowy.
| Poz                                                                      | Klub                      | Mecze | Zw | Rem | Por | Pkt | BrZd | BrStr |
| ------------------------------------------------------------------------ | ------------------------- | ----- | -- | --- | --- | --- | ---- | ----- |
| 1                                                                        | Club Nacional de Football | 13    | 10 | 2   | 1   | 22  | 26   | 4     |
| 2                                                                        | Estudiantes La Plata      | 7     | 4  | 0   | 3   | 8   | 5    | 5     |
| 3                                                                        | SE Palmeiras              | 10    | 7  | 0   | 3   | 14  | 19   | 12    |
| 4                                                                        | Barcelona SC              | 10    | 5  | 1   | 4   | 11  | 11   | 10    |
| 5                                                                        | Universitario Lima        | 10    | 3  | 4   | 3   | 10  | 9    | 12    |
| 6                                                                        | Unión Española            | 10    | 3  | 3   | 4   | 9   | 11   | 11    |
| 7                                                                        | Fluminense FC             | 6     | 4  | 0   | 2   | 8   | 16   | 6     |
| 8                                                                        | CA Peñarol                | 6     | 3  | 1   | 2   | 7   | 14   | 6     |
| 9                                                                        | Rosario Central           | 6     | 3  | 1   | 2   | 7   | 11   | 8     |
| 10                                                                       | Emelec Guayaquil          | 6     | 2  | 3   | 1   | 7   | 6    | 4     |
| 11                                                                       | Cerro Porteño             | 6     | 1  | 4   | 1   | 6   | 5    | 5     |
| 12                                                                       | Deportivo Cali            | 6     | 3  | 0   | 3   | 6   | 8    | 7     |
| 13                                                                       | CSD Colo-Colo             | 6     | 2  | 2   | 2   | 6   | 6    | 7     |
| 14                                                                       | Italia Caracas            | 6     | 2  | 1   | 3   | 5   | 7    | 15    |
| 15                                                                       | Boca Juniors              | 6     | 1  | 2   | 3   | 4   | 4    | 5     |
| 16                                                                       | Chaco Petrolero La Paz    | 6     | 1  | 1   | 4   | 3   | 5    | 9     |
| 17                                                                       | Club Guaraní              | 6     | 1  | 3   | 2   | 5   | 9    | 9     |
| 18                                                                       | Atlético Junior           | 6     | 1  | 2   | 3   | 4   | 4    | 9     |
| 19                                                                       | Club Sporting Cristal     | 6     | 1  | 2   | 3   | 4   | 5    | 11    |
| 20                                                                       | The Strongest             | 6     | 1  | 1   | 4   | 3   | 5    | 21    |
| 21                                                                       | Galicia Caracas           | 6     | 0  | 1   | 5   | 1   | 9    | 19    |
| Podsumowanie: 75 meczów, w tym 17 remisów, 195 bramek - 2.60 bramki/mecz |                           |       |    |     |     |     |      |       |